# Тарзан, господар џунгле (филм из 1932)
Тарзан, господар џунгле или Тарзан човек-мајмун (енгл. Tarzan the Ape Man) је филм из 1932. снимљен по роману Едгара Рајса Бароуза. То је први филм из серијала о Тарзану у којем глуми Џони Вајсмилер.

## Улоге
| Глумац          | Улога         |
| --------------- | ------------- |
| Џони Вајсмилер  | Тарзан        |
| Морин О'Саливан | Џејн          |
| Нил Хамилтон    | Хари Холт     |
| К. Обри Смит    | Џејмс Паркер  |
| Дорис Лојд      | госпођа Катен |
| Форестер Харви  | Бимиш         |
| Ајвори Вилијамс | Ријано        |
| Чита            | глуми себе    |